# 西征 (太平天国)
西征（せいせい）は、1853年に南京を占領して天京と改称した太平天国軍が、天京の守りを固めるために起こした軍事行動。北伐と同時に行われ、その後の太平天国に大きな影響を与えた。1860年から1861年にかけて第二次西征が行われ、李秀成と陳玉成が二手に分かれて武漢奪取を目指した。1862年に陳得才が陝西省に進軍したことを第三次西征ということがある。

## 経過
1853年5月、太平天国の夏官副丞相頼漢英・国宗石鳳魁・殿右十二指揮白暉懐・土官正将軍林啓容らが千隻余りの水軍を率いて西征を開始した。6月に安徽省の要衝安慶を占領し、長江をさかのぼって下旬には江西省南昌に到達し、湖北按察使江忠源との間で攻城戦が開始されたが落とすことはできなかった。9月には南昌を撤退して二手に分かれ、一軍は安慶から安徽省を攻略していき、もう一軍は西に向かって九江と武漢を目指した。
安慶の太平天国軍は春官正丞相の胡以晃が指揮し、廬州を目指した。10月に集賢関を攻略し、11月には桐城を占領した。廬州は安徽巡撫に昇進した江忠源が守っていたが、1854年に陥落させ、江忠源は入水自殺した。これにより安徽省の20余県は太平天国の版図に入った。
西路軍は九江を占領して湖北省に入り、漢口・漢陽を再占領して武昌を包囲した。別動隊は湖南省に入り、岳州を再占領し、長沙を通過して湘潭に攻め入った。太平天国軍は曽国藩の設立した湘軍に敗れ、清軍は勢いに乗って岳州を回復し、武漢・九江に進撃を開始した。天京では翼王石達開を派遣し、石達開は1855年、湖口と九江で湘軍の水軍を撃破し、勝ちに乗じて武昌を回復した。石達開は11月に江西省に攻め入り、数カ月の間に8府50余州県を占領し、南昌を包囲した。江西では優勢に戦いを進めていたが、天京は清軍の建設した江南大営に包囲されており、石達開に帰還命令が下されて、第一次西征は一段落することとなった。

## 影響
西征により長江沿岸の重要拠点である安慶・九江を手中におさめ、江西省・安徽省から天京への糧米を確保することができた。しかし北伐の方は完全に失敗に終わり、西征軍も湘軍を完全に壊滅させることができなかったことは大きな禍根を残すこととなった。